# 4 Heures de Buriram 2020
Navigation
Édition précédente Édition suivante
Les 4 Heures de Buriram 2020, disputées le 23 février 2020 sur le Circuit international de Buriram, sont la cinquième édition de cette course, la troisième sur un format de quatre heures, et la quatrième et dernière manche de l'Asian Le Mans Series 2019-2020.

## Course

### Classement de la course
Voici le classement provisoire au terme de la course.
- Les vainqueurs de chaque catégorie sont signalés par un fond jauni.

| Pos  | Classe  | no | Écurie                    | Pilotes                                                    | Châssis                        | Tours | Temps               |
| Pos  | Classe  | no | Écurie                    | Pilotes                                                    | Moteur                         | Tours | Temps               |
| ---- | ------- | -- | ------------------------- | ---------------------------------------------------------- | ------------------------------ | ----- | ------------------- |
| 1    | LMP2    | 45 | Thunderhead Carlin Racing | Jack Manchester Harry Tincknell Ben Barnicoat              | Dallara P217                   | 157   | 4 h 02 min 10 s 209 |
| 1    | LMP2    | 45 | Thunderhead Carlin Racing | Jack Manchester Harry Tincknell Ben Barnicoat              | Gibson GK428 4,2 l V8 Atmo     | 157   | 4 h 02 min 10 s 209 |
| 2    | LMP2    | 26 | G-Drive Racing By Algarve | Roman Rusinov James French Léonard Hoogenboom              | Aurus 01                       | 157   | + 17 s 72 1         |
| 2    | LMP2    | 26 | G-Drive Racing By Algarve | Roman Rusinov James French Léonard Hoogenboom              | Gibson GK428 4,2 l V8 Atmo     | 157   | + 17 s 72 1         |
| 3    | LMP2    | 96 | K2 Uchino Racing          | Haruki Kurosawa Shaun Thong (en)                           | Oreca 07                       | 155   | + 2 tours           |
| 3    | LMP2    | 96 | K2 Uchino Racing          | Haruki Kurosawa Shaun Thong (en)                           | Gibson GK428 4,2 l V8 Atmo     | 155   | + 2 tours           |
| 4    | LMP2    | 1  | Eurasia Motorsport        | Nobuya Yamanaka Daniel Gaunt (en) Nick Cassidy             | Ligier JS P217                 | 155   | + 2 tours           |
| 4    | LMP2    | 1  | Eurasia Motorsport        | Nobuya Yamanaka Daniel Gaunt (en) Nick Cassidy             | Gibson GK428 4,2 l V8 Atmo     | 155   | + 2 tours           |
| 5    | LMP2    | 36 | Eurasia Motorsport        | Aidan Read Nicholas Foster Roberto Merhi                   | Ligier JS P217                 | 153   | + 4 tours           |
| 5    | LMP2    | 36 | Eurasia Motorsport        | Aidan Read Nicholas Foster Roberto Merhi                   | Gibson GK428 4,2 l V8 Atmo     | 153   | + 4 tours           |
| 6    | LMP2    | 33 | Inter Europol Endurance   | John Corbett Nathan Kumar Danial Frost                     | Ligier JS P217                 | 152   | + 5 tours           |
| 6    | LMP2    | 33 | Inter Europol Endurance   | John Corbett Nathan Kumar Danial Frost                     | Gibson GK428 4,2 l V8 Atmo     | 152   | + 5 tours           |
| 7    | LMP2 Am | 25 | Rick Ware Racing          | Guy Cosmo Anthony Lazzaro Phillippe Mulacek                | Ligier JS P2                   | 147   | + 10 tours          |
| 7    | LMP2 Am | 25 | Rick Ware Racing          | Guy Cosmo Anthony Lazzaro Phillippe Mulacek                | Nissan VK45DE 4.5 L V8 Atmo    | 147   | + 10 tours          |
| 8    | LMP3    | 12 | ACE1 Villorba Corse       | David Fumanelli (en) Alessandro Bressan Andreas Laskaratos | Ligier JS P3                   | 146   | + 11 tours          |
| 8    | LMP3    | 12 | ACE1 Villorba Corse       | David Fumanelli (en) Alessandro Bressan Andreas Laskaratos | Nissan VK50VE 5.0 L V8 Atmo    | 146   | + 11 tours          |
| 9    | LMP3    | 2  | Nielsen Racing            | Tony Wells Colin Noble                                     | Norma M30                      | 146   | + 11 tours          |
| 9    | LMP3    | 2  | Nielsen Racing            | Tony Wells Colin Noble                                     | Nissan VK50VE 5.0 L V8 Atmo    | 146   | + 11 tours          |
| 10   | LMP3    | 8  | Graff                     | Matthias Kaiser Neale Muston                               | Norma M30                      | 145   | + 12 tours          |
| 10   | LMP3    | 8  | Graff                     | Matthias Kaiser Neale Muston                               | Nissan VK50VE 5.0 L V8 Atmo    | 145   | + 12 tours          |
| 11   | GT      | 27 | HubAuto Corsa             | Tim Slade (en) Marcos Gomes Liam Talbot                    | Ferrari 488 GT3                | 144   | + 13 tours          |
| 11   | GT      | 27 | HubAuto Corsa             | Tim Slade (en) Marcos Gomes Liam Talbot                    | Ferrari F154CB 3.9 L V8 Turbo  | 144   | + 13 tours          |
| 12   | LMP3    | 65 | Viper Niza Racing (en)    | Douglas Khoo (en) Dominic Ang                              | Ligier JS P3                   | 143   | + 14 tours          |
| 12   | LMP3    | 65 | Viper Niza Racing (en)    | Douglas Khoo (en) Dominic Ang                              | Nissan VK50VE 5.0 L V8 Atmo    | 143   | + 14 tours          |
| 13   | GT      | 7  | Car Guy                   | Takeshi Kimura Mikkel Jensen Côme Ledogar                  | Ferrari 488 GT3                | 142   | + 15 tours          |
| 13   | GT      | 7  | Car Guy                   | Takeshi Kimura Mikkel Jensen Côme Ledogar                  | Ferrari F154CB 3.9 L V8 Turbo  | 142   | + 15 tours          |
| 14   | GT      | 51 | Spirit of Race            | Francesco Piovanetti Oswaldo Negri Jr. Daniel Serra        | Ferrari 488 GT3                | 142   | + 15 tours          |
| 14   | GT      | 51 | Spirit of Race            | Francesco Piovanetti Oswaldo Negri Jr. Daniel Serra        | Ferrari F154CB 3.9 L V8 Turbo  | 142   | + 15 tours          |
| 15   | LMP2    | 34 | Inter Europol Endurance   | Jakub Śmiechowski James Winslow Mathias Beche              | Ligier JS P217                 | 142   | + 15 tours          |
| 15   | LMP2    | 34 | Inter Europol Endurance   | Jakub Śmiechowski James Winslow Mathias Beche              | Gibson GK428 4,2 l V8 Atmo     | 142   | + 15 tours          |
| 16   | GT      | 88 | JLOC                      | Takashi Kogure Yuya Motojima Yusaku Shibata                | Lamborghini Huracan GT3 Evo    | 141   | + 16 tours          |
| 16   | GT      | 88 | JLOC                      | Takashi Kogure Yuya Motojima Yusaku Shibata                | Lamborghini 5,2 l V10 Atmo     | 141   | + 16 tours          |
| 17   | LMP3    | 3  | Nielsen Racing            | Garett Grist Rob Hodes Charles Crews                       | Norma M30                      | 141   | + 16 tours          |
| 17   | LMP3    | 3  | Nielsen Racing            | Garett Grist Rob Hodes Charles Crews                       | Nissan VK50VE 5.0 L V8 Atmo    | 141   | + 16 tours          |
| 18   | GT      | 75 | T2 Motorsports            | David Tjiptobiantoro Rio Haryanto Christian Colombo        | Ferrari 488 GT3                | 133   | + 24 tours          |
| 18   | GT      | 75 | T2 Motorsports            | David Tjiptobiantoro Rio Haryanto Christian Colombo        | Ferrari F154CB 3.9 L V8 Turbo  | 133   | + 24 tours          |
| 19   | LMP2 Am | 52 | Rick Ware Racing          | Cody Ware (en) Gustas Grinbergas                           | Ligier JS P2                   | 128   | + 29 tours          |
| 19   | LMP2 Am | 52 | Rick Ware Racing          | Cody Ware (en) Gustas Grinbergas                           | Nissan VK45DE 4.5 L V8 Atmo    | 128   | + 29 tours          |
| 20   | LMP3    | 18 | Inter Europol Competition | Dan Wells Philip Kadoorie                                  | Ligier JS P3                   | 72    |                     |
| 20   | LMP3    | 18 | Inter Europol Competition | Dan Wells Philip Kadoorie                                  | Nissan VK50VE 5.0 L V8 Atmo    | 72    |                     |
| Abd. | LMP3    | 9  | Graff                     | Éric Trouillet Sébastian Page David Droux                  | Norma M30                      | 70    |                     |
| Abd. | LMP3    | 9  | Graff                     | Éric Trouillet Sébastian Page David Droux                  | Nissan VK50VE 5.0 L V8 Atmo    | 70    |                     |
| Abd. | LMP3    | 13 | Inter Europol Competition | Nigel Moore Martin Hippe                                   | Ligier JS P3                   | 54    |                     |
| Abd. | LMP3    | 13 | Inter Europol Competition | Nigel Moore Martin Hippe                                   | Nissan VK50VE 5.0 L V8 Atmo    | 54    |                     |
| Abd. | GT      | 77 | D'Station Racing          | Satoshi Hoshino Tomonobu Fujii Tom Gamble                  | Aston Martin Vantage AMR GT3   | 43    |                     |
| Abd. | GT      | 77 | D'Station Racing          | Satoshi Hoshino Tomonobu Fujii Tom Gamble                  | Aston Martin 4,0 l V8 Bi-Turbo | 43    |                     |

## Pole position et record du tour
- Pole position :  Ben Barnicoat (#45 Thunderhead Carlin Racing) en 1 min 22 s 758
- Meilleur tour en course :  Nick Cassidy (#1 Eurasia Motorsport) en 1 min 23 s 848

## Tours en tête
Tours en tête 
- no 45 Dallara P217 - Thunderhead Carlin Racing : 107 tours (1-25 / 28-54 / 56-84 / 109 - 111 / 135-157) 25+27+29+3+23
- no 26 Aurus 01 - G-Drive Racing By Algarve Pro Racing : 50 tours (26-27 / 55 / 85-108 / 112-134)

## À noter
- Longueur du circuit : 4,554 km
- Distance parcourue par les vainqueurs : 714,978 km